# ネットジェネレーション
ネットジェネレーションとはヒトの世代のひとつで、インターネットと共に育ち、情報収集や発信、経済活動、社会的活動、日常生活等にネットを自由自在に活用できる世代を指す。
ネットジェネレーションは、必ずしも生まれたときからネットを操ってきた世代だけでなく、ネットに抵抗のないユースカルチャー世代を広く包括する。
これに対し、デジタルネイティブはインターネットが登場した頃、すなわち、TCP/IPやWWWが登場した1980年代から1990年代以降に生まれの世代を指す。